# ペーレゴ
ペーレゴ（イタリア語: Perego）は、イタリア共和国ロンバルディア州レッコ県ラ・ヴァッレッタ・ブリアンツァに属する分離集落（フラツィオーネ）。
かつては独立した基礎自治体（コムーネ）であったが、2015年にロヴァニャーテと合併し、新自治体の一部となった。

## 地理

### 位置
ペーレゴ集落は県都レッコから南南西へ14kmの距離にある。
かつては独立のコムーネであり、ビシオイア（Biscioia）やリッソロ（Lissolo）などの集落をフラツィオーネとして含めていた 。コムーネ面積は 4.31 km2 、コムーネ人口は1,799人（2015年1月1日現在）であった。

#### 旧隣接コムーネ
隣接していたコムーネは以下の通り。
- ミッサーリア
- モンテヴェッキア
- ロヴァニャーテ
- シルトリ